# Морелль, Теодор Гилберт
Теодор Гилберт Морелль (нем. Theodor Gilbert Morell; 22 июля 1886, Трайс-Мюнценберг, Германия, — 26 мая 1948, Тегернзе, американская зона оккупации Германии) — личный врач Адольфа Гитлера в 1936—1945 годах.

## Биография
В 1906 году получил в Гиссене аттестат зрелости и затем изучал медицину в Гиссене, Гейдельберге, Гренобле, Париже и Мюнхене, где в 1913 году защитил докторскую диссертацию.
В течение двух лет перед Первой мировой войной работал врачом на различных немецких морских судах, побывав на всех океанах. После начала войны пошёл на фронт добровольцем. После окончания войны в 1918 году начал практиковать в Берлине как уролог и электротерапевт.
В 1920 году женился на актрисе Иоганне «Хони» Моллер (1898—1983).
В 1933 году вступил в НСДАП. В то же время открыл практику на Курфюрстендамм. Среди его пациентов было много видных учёных и политиков, а также личный фотограф Гитлера Генрих Гофман, устроивший Мореллю в 1936 году аудиенцию у Гитлера в Бергхофе. После того, как Морелль помог Гитлеру с проблемами желудочно-кишечного тракта, Гитлер назначил его своим личным врачом. В документах Морелля Гитлер значился как «Пациент А».
Вскоре Морелль купил на острове Шваненвердер прибрежный земельный участок площадью более 10000 м², на котором находилась вилла. Ранее этот участок принадлежал еврейскому банкиру Георгу Зольмссену, вынужденному продать его.
Методы лечения, применяемые Мореллем, в том числе большое количество инъекций, заставляли других врачей из окружения Гитлера относиться к Мореллю с крайним подозрением. В последние годы жизни Гитлера в его плохом самочувствии обвиняли именно Морелля. Но согласно исследованиям Оттмара Каца, написавшего биографию Морелля, фактов, доказывающих это, найти не удалось.
Морель приучил Гитлера сначала к стероидам на основе вытяжки из свиной печени, а затем к наркотическим средствам, среди которых наиболее регулярными были инъекции оксикодона.
В 1943 году Гитлер сделал Морелля профессором и выделил ему дотацию в размере 100 000 рейхсмарок на промышленное производство электронных микроскопов, которое началось в следующем году.
Помимо звания профессора, Гитлер вручил ему Золотой партийный знак и Рыцарский крест Креста военных заслуг.
21 апреля 1945 года Морелль был неожиданно заменен Гитлером на Вернера Хаазе и 23 апреля вылетел из Берлина, после чего провел некоторое время в больнице в Бад-Райхенхалле. 17 июля он был арестован американцами на главном вокзале Мюнхена и подвергнут краткосрочному тюремному заключению. Умер после продолжительной болезни в больнице в Тегернзе.